# Доброчський потік
Доброчський потік (словац. Dobročský potok) — річка в Словаччині; ліва притока Криванського потоку довжиною 10 км. Протікає в окрузі Лученець.
Витікає в масиві Вепорські гори на висоті 780 метрів. Протікає територією сіл Доброч і Митна.
Впадає у Криванський поток на висоті 241,3 метра.